# Lucio Ceva
Lucio Ceva (Milano, 3 novembre 1929 – Milano, 15 ottobre 2016) è stato uno scrittore e storico italiano.

## Biografia
Nato in una famiglia borghese benestante da Umberto Ceva, dirigente industriale e da Elena Valla insegnante e letterata, aveva pochi mesi quando il padre antifascista, accusato di un atto terroristico, si suicidò nel carcere di Regina Caeli. Laureatosi in Giurisprudenza fu a lungo avvocato civilista.
Nel 1971 esordì nella narrativa con Teskeré ed altri racconti  (Garzanti) che gli fece vincere il Premio Viareggio 1971 "Opera Prima". al quale fece seguito il romanzo fantastorico Asse Pigliatutto (Arnoldo Mondadori 1973).
Nel periodo successivo condusse ampie ricerche d’archivio, dalle quali scaturirono alcuni volumi sulla Seconda guerra mondiale, tra cui La condotta italiana nella guerra (Feltrinelli, 1975), Guerra mondiale. Strategie e industria bellica (Franco Angeli, 2000) e Teatri di guerra (Franco Angeli, 2005).
Nel 1987 gli fu affidata la cattedra di Storia delle istituzioni militari  presso l'Università di Pavia. Continuò frattanto sue ricerche concentrandole sulla Storia militare, con particolare riguardo ai rapporti tra Forze armate italiane e grande industria. Come esperto di storia militare dedicò particolare attenzione anche agli eventi bellici che precorsero l’Unità d’Italia e al ruolo assunto dai Savoia durante il periodo unitario da questo suo interesse nacquero i saggi L’alto comando militare 1848-1887 e Monarchia e militari dal Risorgimento alla Grande guerra, entrambi pubblicati da Le Monnier.
Morì a Milano il 15 ottobre 2016.

## Opere
- Teskeré e altri racconti, Milano, Garzanti, 1971.
- Lucio Ceva e Andrea Curoni, La meccanizzazione dell'esercito italiano fino al 1943, Roma, Ediz. Stato Maggiore dell'Esercito, 1972.
- Asse pigliatutto, Milano, Mondadori, 1973.
- La condotta militare della guerra, Milano, Franco Angeli, 1975.
- L'alto Comando militare 1848-1887, Firenze, Le Monnier, 1981.
- Le Forze Armate, Torino, UTET, 1981, ISBN 8802036101.
- Africa settentrionale 1940-1 943, collana I fatti della Storia, Bonacci, 1981.
- Lucio Ceva e Andrea Curoni, Industria bellica anni trenta, collana I fatti della Storia, Franco Angeli, 1991.
- Guerra mondiale. Strategie e industria bellica, Milano, Franco Angeli, 1991.
- Monarchia e militari dal Risorgimento alla Grande guerra, Firenze, Le Monnier, 1996.
- Guerra mondiale. Strategie e industria bellica, Milano, Franco Angeli, 1991.
- Teatri di guerra, Milano, Franco Angeli, 2005.
- Spagne. 1936-1939. Politica e guerra civile, Milano, Franco Angeli, 2010.